# がんワクチン
がんワクチン（英: cancer vaccine）は、発がんウイルスの感染阻止や、がんの治療目的で使用されるワクチンのことを指す。

## 概要
がんワクチンとは、がん細胞に多く発現し正常細胞には全く発現せず、がん特異性で、かつ強い免疫原性（抗原が抗体の産生や細胞性免疫を誘導する性質）をもつ、がんの予防や治療を行なうために用いる（ワクチン）製剤である。通常はワクチン製剤が樹状細胞によりヒト白血球型抗原 (HLA) を介しリンパ球（細胞傷害性T細胞、細胞傷害性リンパ球）に抗原を提示して活性化させ、そのリンパ球ががん細胞を攻撃することにより、治療を行なうワクチン製剤である。ワクチンの効果を高めるため、アジュバンド（免疫賦活剤）と呼ばれる補助薬剤を通常併用する。このアジュバンドによりワクチンの効果に大きな違いが生じる場合がある。がんワクチンは必ずしも腫瘍の縮小を目指さないことから、抗がん剤などとは違った薬効の評価がなされるべき、と主張する研究者もいる。
なお、一般にワクチンとはウイルスや細菌などによる特定の感染症を予防する製剤であり、そのようなワクチンの中には子宮頸がんの原因となるヒトパピローマウイルス（HPV）への感染を防ぐものもある（このワクチンは子宮頸がんを治療するワクチンではない。子宮頸がんワクチンを参照）。

## 機序
がん細胞において免疫細胞に攻撃される成分（癌抗原）は、悪性黒色腫（メラノーマ）におけるMAGE、乳癌などにおけるHER2/neu、大腸癌におけるCEA、各種白血病や各種癌におけるWT1など多数報告されている。癌抗原は正常細胞ではまったく発現していないか、発現していても少量であり、癌細胞においては過剰に発現している。つまり、免疫細胞が特異的に癌抗原を認識して攻撃すれば、正常細胞を攻撃することなく（副作用なく）、抗癌作用を呈する。
がん抗原タンパク質は癌細胞の細胞質内でペプチドに分解され、がん細胞の表面にクラスIMHC分子と共にがん抗原ペプチドとして発現される。このペプチドを特殊な免疫細胞が認識し、癌細胞を攻撃する。
がん抗原ペプチドに対する特殊な免疫細胞とは、がん抗原ペプチド特異的な細胞傷害性T細胞 (CTL) というリンパ球である。CTLは、以前はキラーT細胞と呼ばれ、リンパ球の中でも特異的な抗原を認識して攻撃するという役割を持つ殺し屋リンパ球である。この殺し屋 (CTL) が標的（癌抗原ペプチドを発現した癌細胞）を探し出して攻撃する。
宿主の生体内においてがん細胞が存在すれば、そのがん細胞は細胞表面に自然と癌抗原ペプチドを発現しており、そのペプチドに対する特異的なCTLも自然に誘導されている。しかし、そのCTLの数と力（免疫力）が十分でないためにがんは増殖し、結果的に宿主に致命傷を与える。がん細胞が悪性化すると、それ自体にもCTLの攻撃をかわす様々な機構（免疫逃避機構）が発現している場合が多い。そこで、癌抗原ペプチドを人為的に投与し、特異的なCTLを強力に誘導することでがんを治療するのが、がんワクチン療法である。つまり、がん抗原ペプチドをがんワクチンとして宿主に投与することで、がん抗原ペプチドに特異的なCTLを大量に誘導し、そのCTLががんを治療または予防するわけである。
がんワクチン療法の効果を更に強力なものにするため、腫瘍抗原ペプチドを提示する樹状細胞などの抗原提示細胞を用いた工夫や、腫瘍に対する生体反応を増強する物質 (biological response modifier、略称:BRM) を併用した治療、遺伝子治療との併用など様々な角度からの研究が進められている。
BRMとしては、古くからカワラタケ（クレスチン）、シイタケ（レンチナン）や、細菌成分としての溶連菌（ピシバニール (OK-432) ）、結核菌（BCG、〔議論はあるが〕丸山ワクチン）などが知られていたが、最近になって細菌DNAのCpG配列がBRMとしての作用を持つことが注目されている。
がんワクチン療法を含めた腫瘍免疫療法は、がんに対する手術療法、抗癌剤化学療法、放射線療法に続くこれからの治療法として期待されている。

## 種類
現在以下のがんワクチン治療がある。発がんウイルスの感染予防目的のワクチンとしてB型肝炎ウイルス（肝細胞癌）、ヒトパピローマウイルス（子宮頸癌）があり、がん治療ワクチンとしては前立腺癌に対するものがある。

### B型肝炎ウイルス
B型肝炎ウイルスは肝硬変を引き起こし、やがて肝癌になる可能性は否定できない。よって、B型肝炎ワクチンを感染前に完了することにより、発病を抑止することが可能である。ただし、ノンリスポンダー（免疫応答を起こさない、起こしにくい人）も存在するので、抗体価測定は肝要である。本ワクチンは世界保健機関 (WHO) により全ての新生児に接種が推奨されている。日本では一律接種に代えてB型肝炎母子感染防止事業として全妊婦へのHBs抗原検査の実施・陽性者の新生児に対するγグロブリンおよびB型肝炎ワクチン接種（健康保険・小児医療適用）を実施して効果を挙げている。

### ヒトパピローマウイルス
ヒトパピローマウイルス (HPV) は数多くの種類あるが、そのうち、一部の株に予防効果を発揮する。HPVの一部の種類は、子宮頸癌、陰唇癌、尖圭コンジローマなどの病原体であることも知られているため、該当年齢時期の女性は本ワクチン接種によるメリットがあると考えられている。日本では、グラクソ・スミスクラインと、万有製薬（メルクの100%子会社）が2007年12月にそれぞれ承認申請を行い、2009年10月に、グラクソ・スミスクラインの子宮頸がん予防ワクチン「サーバリックス」が日本で承認された。

### 前立腺癌
米国デンドリオン社のがんワクチンシプリューセル‐T（プロベンジ）が、無症状あるいはほとんど無症状のアンドロゲン抵抗性進行性前立腺癌治療薬としてFDAで承認された。ProvengeはDendreon PAP（前立腺酸性ホスファターゼ）-GM-CSF融合タンパク質とインキュベーションされた、患者本人の血液細胞（樹状細胞が重要と考えられている）の混合物で構成されている（cf. 自家移植）。Provengeは第III相臨床試験において、有意に生存期間を延長した（生存期間中央値：Provenge群25.8カ月、プラセボ群21.7カ月、P値0.032）。日本のブライトパス・バイオ株式会社は、前立腺癌の中でも手術・放射線療法・ホルモン療法・化学療法剤の治療を経た進行性の去勢抵抗性前立腺がん患者を対象に2013年 6月より日本国内においてプラセボ対照第Ⅲ相二重盲検比較試験を行っている。予め用意した12種のがん抗原ペプチドの中から、投与前の患者の末梢血を用いた免疫検査によって、各患者に最適な抗原ペプチドを選択して投与する、「テーラーメイド型」がんペプチドワクチン。テーラーメイド型ワクチンでは、患者にワクチン投与する前に、当社独自開発のバイオマーカーで既存の免疫応答(特定のペプチドを攻撃の目印としてがん細胞を攻撃した経験=免疫メモリー)の有無を確認し、免疫メモリーのあるペプチドを投与する。それによって、より強い免疫をより早期に誘導でき(2次免疫誘導)、より高い臨床効果へ結びつくという考え方に基づいている。